# Афричка унија
Афричка унија (АУ) је међународна организација чије су чланице 55 афричке државе, односно све афричке државе. Основана је 9. јула 2002, и то као наследник Организације Афричког јединства (ОАЈ). Организација је формално основана годину дана пре, 26. маја 2001. Настала је сједињењем више афричких организација према узору на Европску унију, али њена структура највише подсећа на структуру међуратне Лигу народа. Циљеви су јој промовисање демократије, људских права и економског развоја широм Африке, нарочито путем повећања страних инвестиција кроз развојне програме као што су Ново партнерство за развој Африке. Први председавајући ове организације је био председник Јужне Африке Табо Мбеки. АУ чине све афричке земље сем непризнатог Сомалиланда. Мароко је на 33 године напустио организацију да би се 30. јануара 2017. вратио у чланство. Мароко је напустио организацију због противљења чланству Западне Сахаре под именом Сахарска Арапска Демократска Република и Мауританије. Најзначајније одлуке везане за АУ доноси Скупштина Афричке уније, састанак шефова држава и влада земаља чланица који се одржава два пута годишње. Такође, АУ има и своју комисију, чије се седиште налази у Адис Абеби, главном граду Етиопије.

## Историја
Прве интелектуалне идеје о стварању уједињене афричке државе појавиле су се у XIX веку у Европи, али су због доминантног колонијализма и трке за Африку биле гурнуте на маргину док је континент подељен границама које су одговарале окупаторима и показивале потпуну незаинтересованост и игнорисање локалног контекста, историје и животних потреба. Доминантну улогу у овоме процесу одиграле су Велика Британија, Белгија, Француска, Италија, Немачка, Шпанија и Португал. Афричке земље остале су и формално колоније све до 1950-их, 1960-их и 1970-их када долази до таласа проглашења независности којим се делом управљало кроз Старатељски савет Уједињених нација.
Почетни кораци који су довели до настанка савремене Афричке уније могу да се прате од оснивања краткотрајне Уније афричких држава (фр. Union des Etats africains), конфедералне заједнице западноафричких држава Гане и Гвинеје основане 1958. године, а којој се 1960. придружио и Мали. Због тога је унија била позната и под називом Унија Гана-Гвинеја-Мали. Организација је формално постојала до 1963. без вез већих успеха у остваривању амбициозних зацртаних циљева, а њезино се наслеђе своди на историју односа тројице лидера-Ахмеда Секу Туреа, Модиба Кејта и Кваме Нкруме. Настојања да се у заједницу укључи и Годња Волта, данашња Буркина Фасо, нису била успешна.

### Организација афричког јединства
Организација афричког јединства, организација из које се директно развила данашња АУ, основана је од стране 32 афричке владе 25. маја 1963. године у Адис Абеби у Етиопији. Иницијатива за конференцију потекла је од етиопског цара Хајла Селасија који је желео да превазиђе поделу која је настала између такозване Групе из Казабланке у којој су били Алжир, Египат, Гана, Гвинеја, Либија, Мали и Мароко и такозване Групе из Монровије у којој су били Сенегал, Нигерија, Либерија као и већина бивших афричких колонија из састава Француске колонијалне империје које нису биле у првој групи. Група из Казабланке се самоидентификовала као група прогресивних држава којима су на челу били левичарски лидери, најугледнији међу њима Гамал Абдел Насер, Кваме Нкрума и Ахмед Секу Туре. Лидери ових земаља залагали су се за дубље политичке интеграције у Африци и пренос овлашћења са националнога, на ниво континента. И сама подржавајући многе од принципа панафриканизма, Група из Монровије била је става како се сарадња у Африци не треба развијати на рачун суверенитета афричких земаља, које по њима требају да задрже независност. Без обзира на предлог Гане који је већ при оснивању предлагао успоставу заједничке владе и парламента, Група из Монровије била је доминантнија и однела је превагу приликом оснивања Организације афричког јединства 1963. године. Пре оснивачког самита у Адис Абеби, прве уводне дискусије организоване су у граду Саниквели на северу Либерије.
Дана 12. новембра 1984. Мароко је напустио организацију као одговор на примање у чланство Демократске Арапске Републике Сахаре као легитимног представника Западне Сахаре. Организација је била изложена бројним критикама које су је називале дебатним клубом без стварних овлашћења. Грађански ратови као што су вишегодишњи Анголски грађански рат и Нигеријски грађански рат трајали су без могућности ОАЈ да се на било који начин укључи у њихово заустављање. Политика неуплитања у унутрашња питања других земаља додатно је лимитирала могућност деловања организације као нпр. у случају кршења људских права од стране режима Иди Амина у Уганди. Генерални секретар Организације уједињених нација Кофи Анан хвалио је организацију због тога што је ујединила Африканце, док су је критичари називали „диктаторским клубом“. Ипак, ОАЈ је постигла одређени успех у изградњи заједничког става и платформе, нарочито на међународним форумима какве су Уједињене нације где су афричке земље заједнички пружале отпор колонијализму и захтевале деколонизацију.
Постизање јединства унутар организације представљало је велики изазов будући да су бивше француске колоније, које су основале Групу из Монровије, умногоме и даље зависиле од бивше метрополи. У исто време, у контексту Хладног рата постојала је подела и на режиме који су били наклоњени Совјетском Савезу и оне који су били ближи Сједињеним Државама без обзира на чињеницу да је велики део чланица био и у чланству Покрета несврстаних. У групи су постојале и лидерске и идеолошке поделе, где је Кваме Нкрума предводио про-социјалистичке струје, а Феликс Уфуе-Боањи про-капиталистичке струје.
ОАЈ је имала значајну улогу у отпору колонијализму и власти белих мањина у Африци. Организација је наоружавала, тренирала и оснивала војне базе за покрете отпора који су се борили против белачких расистичких режима у Африци. Групе као што су Афрички национални конгрес и Панафрички конгрес који су пружали отпор апартхејду у Јужној Африци и Афрички национални савез Зимбабвеа и Афрички народни савез Зимбабвеа, који су се борили за обарање белачког мањинског режима у Родезији примали су помоћ од ОАЈ. Луке земаља чланица биле су затворене за бродове из Јужне Африке, док је авионима из те земље било забрањено да користе ваздушни простор земаља чланица. Земље ОАЈ заједнички су успеле да се изборе за избацивање представника расистичког режима Јужне Африке из Светске здравствене организације. Земље су заједнички са УН-ом радиле и на решавању проблема избеглица, а успоставиле су и Афричку развојну банку.

### Афричка економска заједница
Афричка економска заједница основана је 1981. године. Циљ је заједница стварање основа за заједнички економски развој афричких држава. Зацртани циљеви организације која и данас (2017) постоји у оквирима АУ су стварање зона слободне трговине, царинских унија, заједничког тржишта, централне банке до 2028. године и заједничке афричке валуте до 2023. године по плану из 1991. године. Тиме би се створила економска и монетарна унија слична еврозони у Европској унији. Заједница је подељена на више такозваних стубова, односно регионалних блокова земаља као што је Економска заједница држава западне Африке, једна од десетак сличних заједница у оквиру АЕЗ-а. Многе су земље истовремено чланице више од једнога блока у оквиру АЕЗ-а, и свака од група са собом носи посебан аранжман. Земље северозападне Африке као што су Алжир, Тунис и Мауританија су чланице АЕЗ-а, али нису у чланству нити једнога активног стуба међу блоковима унутар заједнице. У исто време оне суделују у другим регионалним блоковима који нису део заједнице.

### Уставни акт Афричке уније и оснивање данашње организације
Обновљени подстицај за ближе повезивање континента на принципима који су прегласани у шездесетима покренуо је у деведесетим годинама либијски вођа Моамер Гадафи. Уставни акт Афричке уније, документ којим се уређује оквир у којему ће Афричка унија функционисати, потписали су 11. јула 2000. у главном граду Тога Ломеу представници 53 афричке земље. Ратификацијом Уставног акта земље су и формално постајале чланице АУ. Организација је започела са радом 2002. године као наследница Организације афричког јединства.

## Језици
На основи Уставног акта Афричке уније радни језици уније су арапски, енглески, француски и португалски као и афрички језици када је то могуће. Протокол са амандманом на Уставни акт који је усвојен 2003, али до 2016. није био ратификован од 2/3 чланица, додаје и шпански, свахили и било који други афрички језик и проглашава их све службенима, уместо радним језицима Афричке уније. Извршно веће АУ и даље одређује практичне модалитете када је у питању употреба службених језика као радних језика у конкретним случајевима. Године 2001. основана је и Афричка академија језика која за циљ има промоцију коришћења афричких језика међу народима на континенту. Афричка унија прогласила је 2006. годину Годином афричких језика.

## Земље чланице
Тренутне чланице
- Алжир
- Ангола
- Бенин
- Боцвана
- Буркина Фасо
- Бурунди
- Габон
- Гамбија
- Гана
- Гвинеја
- Гвинеја Бисао
- ДР Конго
- Египат
- Екваторијална Гвинеја
- Еритреја
- Есватини
- Етиопија
- Замбија
- Западна Сахара
- Зимбабве
- Зеленортска Острва
- Јужни Судан
- Јужна Африка
- Камерун
- Кенија
- Комори
- Лесото
- Либерија
- Либија
- Малави
- Мадагаскар
- Мали
- Мароко
- Мауританија
- Маурицијус
- Мозамбик
- Намибија
- Нигер
- Нигерија
- Обала Слоноваче
- Конго
- Руанда
- Сао Томе и Принсипе
- Сејшели
- Сенегал
- Сијера Леоне
- Сомалија
- Судан
- Танзанија
- Того
- Тунис
- Уганда
- Чад
- Џибути

Суспендоване чланице
 Централноафричка Република - суспендована због унутрашњег оружаног сукоба 2013.

## Бивше искључење Марока
Мароко — Године 1984. је напустио Организацију Афричког јединства зато што је већина држава чланица подржала проглашење Сахарске Арапске Демократске Републике. Поново је постала чланица 2017.

## Индикатори
Следећа табела приказује разне податке о земљама Афричке уније, укључујући површину, становништво, економске резултате и неједнакост дохотка, као и разне индексе, укључујући људски развој, одрживост државе, перцепцију корупције, економске слободе, стање мира, слободу штампе и демократски ниво.
| Земља                       | Копнена површина\|Копнена површина (km²) 2015 | Популација 2015 | (Инт. $) 2015     | (Инт. $) 2015 | 2014   | 2016   | 2016   | 2016   | 2016 | 2016  | 2016 |
| --------------------------- | --------------------------------------------- | --------------- | ----------------- | ------------- | ------ | ------ | ------ | ------ | ---- | ----- | ---- |
| Алжир                       | 2,381,741                                     | 39,666,519      | 548,293,085,686   | 13,823        | 0.736  | 78.3   | 34     | 50.06  | 2.21 | 41.69 | 3.56 |
| Ангола                      | 1,246,700                                     | 25,021,974      | 173,593,223,667   | 6,938         | 0.532  | 90.5   | 18     | 48.94  | 2.14 | 39.89 | 3.40 |
| Бенин                       | 112,760                                       | 10,879,829      | 21,016,184,357    | 1,932         | 0.48   | 78.9   | 36     | 59.31  | 2.00 | 28.97 | 5.67 |
| Боцвана                     | 566,730                                       | 2,262,485       | 33,657,545,969    | 14,876        | 0.698  | 63.5   | 60     | 71.07  | 1.64 | 22.91 | 7.87 |
| Буркина Фасо                | 273,600                                       | 18,105,570      | 28,840,666,622    | 1,593         | 0.402  | 89.4   | 42     | 59.09  | 2.06 | 22.66 | 4.70 |
| Бурунди                     | 25,680                                        | 11,178,921      | 7,634,578,343     | 683           | 0.4    | 100.7  | 20     | 53.91  | 2.50 | 54.10 | 2.40 |
| Зеленортска Острва          | 4,030                                         | 520,502         | 3,205,197,585     | 6,158         | 0.646  | 71.5   | 59     | 66.46  | N/A  | 19.82 | 7.94 |
| Камерун                     | 472,710                                       | 23,344,179      | 68,302,439,597    | 2,926         | 0.512  | 97.8   | 26     | 54.18  | 2.36 | 40.53 | 3.46 |
| Централноафричка Република  | 622,980                                       | 4,900,274       | 2,847,726,468     | 581           | 0.35   | 112.1  | 20     | 45.23  | 3.35 | 33.60 | 1.61 |
| Чад                         | 1,259,200                                     | 14,037,472      | 28,686,194,920    | 2,044         | 0.392  | 110.1  | 20     | 46.33  | 2.46 | 40.59 | 1.50 |
| Комори                      | 1,861                                         | 788,474         | 1,098,546,195     | 1,393         | 0.503  | 83.8   | 24     | 52.35  | N/A  | 24.33 | 3.71 |
| Демократска Република Конго | 2,267,050                                     | 77,266,814      | 56,920,935,460    | 737           | 0.433  | 110    | 21     | 46.38  | 3.11 | 50.97 | 1.93 |
| Република Конго             | 341,500                                       | 4,620,330       | 27,690,345,067    | 5,993         | 0.591  | 92.2   | 20     | 42.80  | 2.25 | 35.84 | 2.91 |
| Обала Слоноваче             | 318,000                                       | 22,701,556      | 74,916,780,423    | 3,300         | 0.462  | 97.9   | 34     | 60.01  | 2.28 | 30.17 | 3.81 |
| Џибути                      | 23,180                                        | 887,861         | 2,911,406,226     | 3,279         | 0.47   | 89.7   | 30     | 55.96  | 2.29 | 70.90 | 2.83 |
| Египат                      | 995,450                                       | 91,508,084      | 937,954,009,756   | 10,250        | 0.69   | 90.2   | 34     | 55.96  | 2.57 | 54.45 | 3.31 |
| Екваторијална Гвинеја       | 28,050                                        | 845,060         | 32,317,928,931    | 38,243        | 0.587  | 85.2   | N/A    | 43.67  | 1.94 | 66.47 | 1.70 |
| Еритреја                    | 101,000                                       | 5,869,869a      | 8,845,000,000b    | 1,300b        | 0.391  | 98.6   | 18     | 42.7   | 2.46 | 83.92 | 2.37 |
| Есватини                    | 17,200                                        | 1,286,970       | 10,452,834,007    | 8,122         | 0.531  | 87.6   | N/A    | 59.65  | 2.07 | 52.37 | 3.03 |
| Етиопија                    | 1,000,000                                     | 99,390,750      | 152,057,290,468   | 1,530         | 0.442  | 97.2   | 34     | 51.52  | 2.28 | 45.13 | 3.60 |
| Габон                       | 257,670                                       | 1,725,292       | 32,539,376,597    | 18,860        | 0.684  | 72     | 35     | 58.96  | 2.03 | 32.20 | 3.74 |
| Гамбија                     | 10,120                                        | 1,990,924       | 3,140,820,062     | 1,578         | 0.441  | 86.8   | 26     | 57.14  | 2.09 | 46.53 | 2.91 |
| Гана                        | 227,540                                       | 27,409,893      | 108,393,071,924   | 3,955         | 0.579  | 71.2   | 43     | 63.00  | 1.81 | 17.95 | 6.75 |
| Гвинеја                     | 245,720                                       | 12,608,590      | 14,316,884,358    | 1,135         | 0.411  | 103.8  | 27     | 53.33  | 2.15 | 33.08 | 3.14 |
| Гвинеја Бисао               | 28,120                                        | 1,844,325       | 2,521,743,682     | 1,367         | 0.42   | 99.8   | 16     | 51.81  | 2.26 | 29.03 | 1.98 |
| Кенија                      | 569,140                                       | 46,050,302      | 133,592,522,053   | 2,901         | 0.548  | 98.3   | 26     | 57.51  | 2.38 | 31.16 | 5.33 |
| Лесото                      | 30,360                                        | 2,135,022       | 5,914,437,068     | 2,770         | 0.497  | 80.9   | 39     | 50.62  | 1.94 | 28.78 | 6.59 |
| Либерија                    | 96,320                                        | 4,503,438       | 3,533,313,381     | 785           | 0.43   | 95.5   | 37     | 52.19  | 2.00 | 30.71 | 5.31 |
| Либија                      | 1,759,540                                     | 6,278,438       | 94,010,000,000b   | 14,900b       | 0.724  | 96.4   | 14     | N/A    | 3.20 | 57.89 | 2.25 |
| Мадагаскар                  | 581,800                                       | 24,235,390      | 33,354,200,458    | 1,376         | 0.51   | 84.2   | 26     | 61.06  | 1.76 | 27.04 | 5.07 |
| Малави                      | 94,280                                        | 17,215,232      | 19,137,290,349    | 1,112         | 0.445  | 87.6   | 31     | 51.8   | 1.82 | 28.12 | 5.55 |
| Мали                        | 1,220,190                                     | 17,599,694      | 33,524,899,739    | 1,905         | 0.419  | 95.2   | 32     | 56.54  | 2.49 | 39.83 | 5.70 |
| Мауританија                 | 1,030,700                                     | 4,067,564       | 16,190,000,000b   | 4,400b        | 0.506  | 95.4   | 27     | 54.8   | 2.30 | 24.03 | 3.96 |
| Маурицијус                  | 2,030                                         | 1,262,605       | 23,817,914,134    | 18,864        | 0.777  | 43.2   | 54     | 74.73  | 1.56 | 27.69 | 8.28 |
| Мароко                      | 446,300                                       | 34,377,511      | 257,398,957,178   | 7,365         | 0.628  | 74.2   | 37     | 61.27  | 2.09 | 42.64 | 4.77 |
| Мозамбик                    | 786,380                                       | 27,977,863      | 31,326,751,237    | 1,120         | 0.416  | 87.8   | 27     | 53.19  | 1.96 | 30.25 | 4.02 |
| Намибија                    | 823,290                                       | 2,458,830       | 24,043,436,006    | 9,778         | 0.628  | 71.1   | 52     | 61.85  | 1.87 | 15.15 | 6.31 |
| Нигер                       | 1,266,700                                     | 19,899,120      | 17,857,377,171    | 897           | 0.348  | 98.4   | 35     | 54.26  | 2.24 | 24.62 | 3.96 |
| Нигерија                    | 910,770                                       | 182,201,962     | 1,027,416,343,923 | 5,639         | 0.514  | 103.5  | 28     | 57.46  | 2.88 | 35.90 | 4.50 |
| Руанда                      | 24,670                                        | 11,609,666      | 19,216,033,048    | 1,655         | 0.483  | 91.3   | 54     | 63.07  | 2.32 | 54.61 | 3.07 |
| Сао Томе и Принсипе         | 960                                           | 190,344         | 575,391,345       | 3,023         | 0.555  | 72.9   | 46     | 56.71  | N/A  | N/A   | N/A  |
| Сенегал                     | 192,530                                       | 15,129,273      | 34,398,281,018    | 2,274         | 0.466  | 83.6   | 45     | 58.09  | 1.98 | 27.99 | 6.21 |
| Сејшели                     | 460                                           | 92,900          | 2,384,515,771     | 25,525        | 0.772  | 60.2   | N/A    | 62.2   | N/A  | 30.60 | N/A  |
| Сијера Леоне                | 72,180                                        | 6,453,184       | 9,511,431,824     | 1,474         | 0.413  | 91     | 30     | 52.31  | 1.81 | 29.94 | 4.55 |
| Сомалија                    | 627,340                                       | 10,787,104      | 4,431,000,000c    | 400c          | N/A    | 114    | 10     | N/A    | 3.41 | 65.35 | N/A  |
| Јужна Африка                | 1,213,090                                     | 54,956,920      | 681,777,480,396   | 12,393        | 0.666  | 69.9   | 45     | 61.9   | 2.32 | 21.92 | 7.41 |
| Јужни Судан                 | 619,745                                       | 12,339,812      | 21,484,823,398    | 1,741         | 0.467  | 113.8  | 11     | N/A    | 3.59 | 44.87 | N/A  |
| Судан                       | 2,376,000                                     | 40,234,882      | 165,813,461,495   | 4,121         | 0.479  | 111.5  | 14     | N/A    | 3.27 | 72.53 | 2.37 |
| Танзанија                   | 885,800                                       | 53,470,420      | 130,297,806,032   | 2,510         | 0.521  | 81.8   | 32     | 58.46  | 1.90 | 28.65 | 5.76 |
| Того                        | 54,390                                        | 7,304,578       | 10,018,697,437    | 1,372         | 0.484  | 85.8   | 32     | 53.64  | 1.95 | 30.31 | 3.32 |
| Тунис                       | 155,360                                       | 11,107,800      | 121,200,025,401   | 10,770        | 0.721  | 74.6   | 41     | 57.55  | 1.95 | 31.60 | 6.40 |
| Уганда                      | 200,520                                       | 39,032,383      | 67,856,334,117    | 1,738         | 0.483  | 97.7   | 25     | 59.26  | 2.15 | 32.58 | 5.26 |
| Западна Сахара              | 266,000                                       | 586,000         | 906,500,000d      | 2,500d        | N/A    | N/A    | N/A    | N/A    | N/A  | N/A   | N/A  |
| Замбија                     | 743,390                                       | 16,211,767      | 58,400,082,027    | 3,602         | 0.586  | 86.3   | 38     | 58.79  | 1.78 | 35.08 | 5.99 |
| Зимбабве                    | 386,850                                       | 15,602,751      | 26,180,942,292    | 1,678         | 0.509  | 100.5  | 22     | 38.23  | 2.32 | 40.41 | 3.05 |
| Афричка унија               | 30,370,000                                    | 1,186,035,272   | 5,457,724,064,668 | 4,602         | 0.524d | 88.99d | 31.51d | 55.55d | 2.27 | 37.89 | 4.30 |
| Земља                       | Копнена површина (km²) 2015                   | Популација 2015 | (Инт. $) 2015     | (Инт. $) 2015 | 2014   | 2016   | 2016   | 2016   | 2016 | 2016  | 2016 |

a Спољни подаци из 2016.
b Спољни подаци из 2015.
c Спољни подаци из 2014.
d АУ тотал кориштен за индикаторе 1 до 3; АУ пондерисани просек кориштен за индикатор 4; АУ непондерисани просек кориштен за индикаторе 5 до 12.